# Historischer Grenzweg Michelbach–Moosbronn–Bernbach
Der Historische Grenzweg Michelbach–Moosbronn–Bernbach ist ein Wanderweg, der dem Verlauf der ehemaligen Landesgrenze zwischen Baden und Württemberg folgt.

## Geschichte
Die Geschichte der Gaggenauer Stadtteile Michelbach und Moosbronn und des Bad Herrenalber Stadtteils Bernbach ist auf besondere Weise mit der ehemaligen Landesgrenze zwischen Baden und Württemberg verknüpft. Auf der Michelbacher Gemarkung lag die so genannte Wespentaille des alten Landes Baden. An der schmalsten Stelle sind es von der württembergischen Grenze bis zum Rhein nur 17,2 km. Eine Besonderheit ist die Landesgrenzsäule im Wallfahrtsort Moosbronn an der Stelle, an der einst die Landesgrenze mitten durch den Ort verlief.

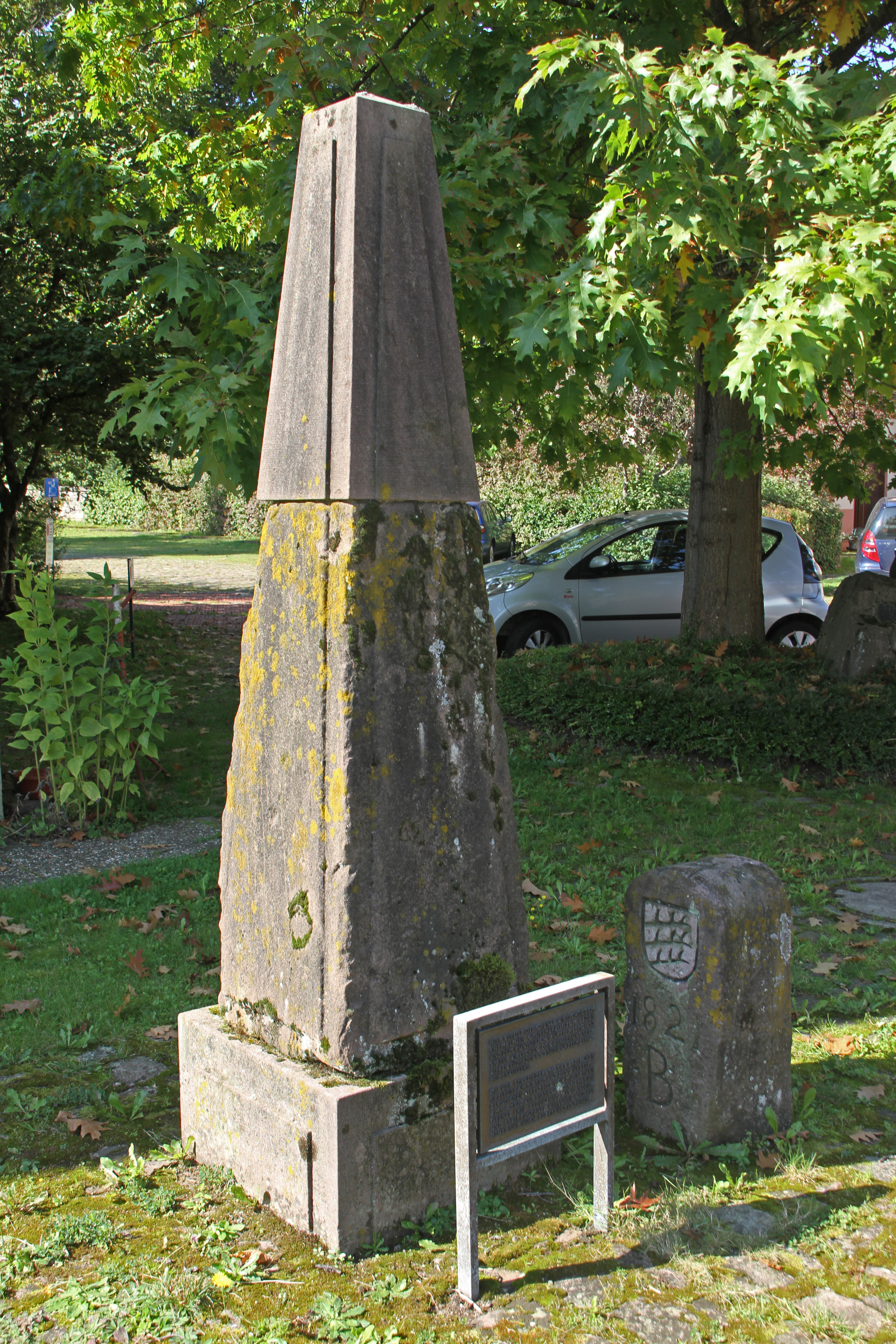
Landesgrenzsäule in Moosbronn

Seit der Gründung des Landes Baden-Württemberg und der Kreisreform im Jahr 1973 sind die Gemeinden beiderseits der alten Grenze stetig zusammengewachsen. Ein Ausdruck dieser guten Nachbarschaft ist nun der Wanderweg auf den Spuren der alten Grenze, der von der Stadt Gaggenau zusammen mit dem Land Baden-Württemberg ausgeschildert wurde.

## Verlauf
Der von zahlreichen Grenzsteinen gesäumte 11,3 km lange Wanderweg beginnt in Michelbach an der Freizeitanlage Gumbe. Die Tour führt über den Oberen Münzbergweg und die Bernbacher Steige hinauf zur Wasenhütte. Wer die kürzere Variante erwandern möchte, kann hier nach Moosbronn abbiegen. Die große Runde führt von der Wasenhütte über den Bernstein, von dem aus sich ein beeindruckender Panoramablick ins Murgtal eröffnet, zum Mauzenstein. Anschließend führt der Weg zurück zur Wasenhütte, nach Moosbronn und Bernbach. 

## Informationen
Unterwegs informieren 25 Tafeln über die Landschaft und Geschichte der vorgenannten Ortschaften. Infokästen befinden sich an den Kirchen in Michelbach, Moosbronn und Bernbach.